# USS Alabama (SSBN-731)
USS Alabama (SSBN-731) – amerykański okręt podwodny napędzany przez siłownię jądrową, przenoszący 24 pociski balistyczne SLBM typu Trident II D-5. Jeden z 14 aktualnie okrętów typu Trident / Ohio pozostających w służbie US Navy w ramach amerykańskiego systemu strategicznego odstraszania nuklearnego.